# 杜鵑座κ
杜鵑座κ，又名CP-69 45，HD 7788、SAO 248346、HR 377，是杜鵑座的一颗恒星，视星等为4.86，位于銀經299.66，銀緯-48.1，其B1900.0坐标为赤經1h 12m 22.7s，赤緯-69° -48.1′ 26″。